# 菊谷勝利
菊谷 勝利（きくや かつとし、1939年6月26日 - 2015年7月5日）は、日本の政治家。北海道砂川市長（3期）。

## 来歴
北海道増毛郡増毛町出身。1958年、北海道留萌高等学校卒。1961年、砂川市役所に入る。1971年、自治労砂川市職員労働組合特別執行委員となり、同年の砂川市議会議員選挙で当選する。砂川市議は1999年まで務め、この間、副議長と議長を歴任した。同年の砂川市長選挙に立候補し当選し、3期務める。2011年に市長を退任した。

## 栄典
- 1998年 - 藍綬褒章
- 2012年 - 旭日中綬章